# Nebelhorn Trophy 2019
Nebelhorn Trophy 2019 – piąte zawody łyżwiarstwa figurowego z cyklu Challenger Series 2019/2020. Zawody rozgrywano od 25 do 28 września 2019 roku w hali Eissportzentrum Oberstdorf w Oberstdorfie.
W konkurencji solistów zwyciężył Rosjanin Makar Ignatow, zaś w konkurencji solistek Amerykanka Mariah Bell. W parach sportowych triumfowali Kanadyjczycy Kirsten Moore-Towers i Michael Marinaro, zaś w parach tanecznych reprezentanci tego samego kraju Laurence Fournier Beaudry i Nikolaj Sørensen.

## Terminarz
| Data        | Godzina   | Konkurencja   | Segment          |
| ----------- | --------- | ------------- | ---------------- |
| 26 września | 11:00 CET | Soliści       | Program krótki   |
| 26 września | 14:10 CET | Pary sportowe | Program krótki   |
| 26 września | 18:30 CET | Solistki      | Program krótki   |
| 27 września | 11:30 CET | Pary taneczne | Taniec rytmiczny |
| 27 września | 14:15 CET | Soliści       | Program dowolny  |
| 27 września | 19:30 CET | Pary sportowe | Program dowolny  |
| 28 września | 10:00 CET | Solistki      | Program dowolny  |
| 28 września | 14:15 CET | Pary taneczne | Taniec dowolny   |

## Rekordy świata
| Rekordy świata (GOE±5) na moment rozpoczęcia zawodów (stan na 26 września 2019): | Rekordy świata (GOE±5) na moment rozpoczęcia zawodów (stan na 26 września 2019): | Rekordy świata (GOE±5) na moment rozpoczęcia zawodów (stan na 26 września 2019): | Rekordy świata (GOE±5) na moment rozpoczęcia zawodów (stan na 26 września 2019): | Rekordy świata (GOE±5) na moment rozpoczęcia zawodów (stan na 26 września 2019): | Rekordy świata (GOE±5) na moment rozpoczęcia zawodów (stan na 26 września 2019): |
| Konkurencja                                                                      | Segment                                                                          | Zawodnicy                                                                        | Punkty                                                                           | Zawody                                                                           | Data                                                                             |
| -------------------------------------------------------------------------------- | -------------------------------------------------------------------------------- | -------------------------------------------------------------------------------- | -------------------------------------------------------------------------------- | -------------------------------------------------------------------------------- | -------------------------------------------------------------------------------- |
| Soliści                                                                          | Nota łączna                                                                      | Nathan Chen                                                                      | 323,42                                                                           | Mistrzostwa świata 2019                                                          | 23 marca 2019                                                                    |
| Soliści                                                                          | Program dowolny                                                                  | Nathan Chen                                                                      | 216,02                                                                           | Mistrzostwa świata 2019                                                          | 23 marca 2019                                                                    |
| Soliści                                                                          | Program krótki                                                                   | Yuzuru Hanyū                                                                     | 110,53                                                                           | Rostelecom Cup 2018                                                              | 16 listopada 2018                                                                |
| Solistki                                                                         | Nota łączna                                                                      | Aleksandra Trusowa                                                               | 238,69                                                                           | Memoriał Ondreja Nepeli 2019                                                     | 21 września 2019                                                                 |
| Solistki                                                                         | Program dowolny                                                                  | Aleksandra Trusowa                                                               | 163,78                                                                           | Memoriał Ondreja Nepeli 2019                                                     | 21 września 2019                                                                 |
| Solistki                                                                         | Program krótki                                                                   | Rika Kihira                                                                      | 83,97                                                                            | World Team Trophy 2019                                                           | 11 kwietnia 2019                                                                 |
| Pary sportowe                                                                    | Nota łączna                                                                      | Sui Wenjing / Han Cong                                                           | 234,84                                                                           | Mistrzostwa świata 2019                                                          | 21 marca 2019                                                                    |
| Pary sportowe                                                                    | Program dowolny                                                                  | Sui Wenjing / Han Cong                                                           | 155,60                                                                           | Mistrzostwa świata 2019                                                          | 21 marca 2019                                                                    |
| Pary sportowe                                                                    | Program krótki                                                                   | Jewgienija Tarasowa / Władimir Morozow                                           | 81,21                                                                            | Mistrzostwa świata 2019                                                          | 20 marca 2019                                                                    |
| Pary taneczne                                                                    | Nota łączna                                                                      | Gabriella Papadakis / Guillaume Cizeron                                          | 223,13                                                                           | World Team Trophy 2019                                                           | 12 kwietnia 2019                                                                 |
| Pary taneczne                                                                    | Taniec dowolny                                                                   | Gabriella Papadakis / Guillaume Cizeron                                          | 135,82                                                                           | World Team Trophy 2019                                                           | 12 kwietnia 2019                                                                 |
| Pary taneczne                                                                    | Taniec rytmiczny                                                                 | Gabriella Papadakis / Guillaume Cizeron                                          | 88,42                                                                            | Mistrzostwa świata 2019                                                          | 22 marca 2019                                                                    |

## Wyniki

### Soliści
| Poz. | Zawodnik           | Nota łączna | SP | SP    | FS | FS     |
| ---- | ------------------ | ----------- | -- | ----- | -- | ------ |
| 1    | Makar Ignatow      | 220,51      | 7  | 65,28 | 1  | 155,23 |
| 2    | Koshiro Shimada    | 214,98      | 1  | 74,32 | 4  | 140,66 |
| 3    | Alexei Bychenko    | 214,70      | 2  | 70,46 | 3  | 144,24 |
| 4    | Nam Nguyen         | 209,84      | 9  | 60,52 | 2  | 149,32 |
| 5    | Danijjel Samochin  | 205,11      | 3  | 69,52 | 5  | 135,59 |
| 6    | Julian Yee         | 193,55      | 4  | 68,87 | 8  | 124,68 |
| 7    | Christopher Caluza | 191,89      | 6  | 47,74 | 7  | 125,92 |
| 8    | Nikolaj Majorov    | 186,36      | 12 | 55,92 | 6  | 130,44 |
| 9    | Burak Demirboğa    | 185,52      | 5  | 66,07 | 9  | 119,45 |
| 10   | Maurizio Zandron   | 180,63      | 8  | 63,89 | 10 | 116,74 |
| 11   | Thomas Stoll       | 172,64      | 11 | 59,67 | 11 | 112,97 |
| 12   | Nurullah Sahaka    | 170,99      | 10 | 59,87 | 12 | 111,12 |
| 13   | Jonathan Hess      | 156,59      | 15 | 51,15 | 13 | 105,44 |
| 14   | Samuel McAllister  | 152,72      | 14 | 51,98 | 14 | 100,74 |
| 15   | Conor Stakelum     | 146,78      | 13 | 52,75 | 15 | 94,03  |
| 16   | Yamato Rowe        | 134,72      | 16 | 47,74 | 17 | 86,98  |
| 17   | Lee Men Ju         | 122,44      | 17 | 41,63 | 18 | 80,81  |
| 18   | Matthew Samuels    | 120,04      | 18 | 32,45 | 16 | 87,59  |

### Solistki
| Poz. | Zawodniczka                | Nota łączna | SP | SP    | FS | FS     |
| ---- | -------------------------- | ----------- | -- | ----- | -- | ------ |
| 1    | Mariah Bell                | 205,13      | 1  | 68,45 | 1  | 136,68 |
| 2    | Kim Ye-lim                 | 186,27      | 2  | 67,06 | 2  | 119,21 |
| 3    | Nicole Schott              | 177,76      | 3  | 64,09 | 6  | 113,67 |
| 4    | Ałеksandra Fеjgin          | 177,37      | 4  | 60,75 | 3  | 116,62 |
| 5    | Marin Honda                | 174,01      | 6  | 58,08 | 5  | 115,93 |
| 6    | Eva-Lotta Kiibus           | 166,10      | 10 | 50,14 | 4  | 115,96 |
| 7    | Choi Da-bin                | 157,18      | 8  | 53,91 | 7  | 103,27 |
| 8    | Anita Östlund              | 150,81      | 5  | 58,63 | 10 | 103,27 |
| 9    | Stefanie Pesendorfer       | 146,66      | 12 | 47,75 | 8  | 98,91  |
| 10   | Ann-Christin Marold        | 140,79      | 9  | 51,02 | 13 | 89,77  |
| 11   | Tanja Odermatt             | 139,87      | 13 | 46,10 | 9  | 93,77  |
| 12   | Alisson Krystle Perticheto | 135,93      | 11 | 48,56 | 14 | 87,37  |
| 13   | Matilda Algotsson          | 134,02      | 17 | 42,15 | 11 | 91,87  |
| 14   | Taylor Morris              | 133,56      | 7  | 54,23 | 18 | 79,33  |
| 15   | Julia Lang                 | 132,57      | 18 | 41,95 | 12 | 90,62  |
| 16   | Anastasija Hożwa           | 127,80      | 16 | 44,21 | 15 | 83,59  |
| 17   | Klára Štěpánová            | 126,68      | 14 | 45,76 | 17 | 80,92  |
| 18   | Sinem Kuyucu               | 122,64      | 20 | 41,34 | 16 | 81,30  |
| 19   | Lutricia Bock              | 120,01      | 15 | 44,99 | 22 | 75,02  |
| 20   | Alina Juszczenkowa         | 120,00      | 19 | 41,94 | 19 | 78,06  |
| 21   | Lara Roth                  | 113,45      | 21 | 36,78 | 20 | 76,67  |
| 22   | Alina Soupian              | 112,36      | 22 | 36,46 | 21 | 75,90  |

### Pary sportowe
| Poz. | Zawodnicy                                   | Nota łączna | SP | SP    | FS | FS     |
| ---- | ------------------------------------------- | ----------- | -- | ----- | -- | ------ |
| 1    | Kirsten Moore-Towers / Michael Marinaro     | 210,35      | 1  | 71,76 | 1  | 138,59 |
| 2    | Alexa Scimeca Knierim / Chris Knierim       | 202,41      | 2  | 70,83 | 2  | 131,58 |
| 3    | Ryom Tae-ok / Kim Ju-sik                    | 183,02      | 4  | 66,91 | 5  | 116,11 |
| 4    | Tang Feiyao / Yang Yongchao                 | 182,76      | 5  | 66,29 | 4  | 116,47 |
| 5    | Minerva Fabienne Hase / Nolan Seegert       | 182,30      | 3  | 67,99 | 6  | 114,31 |
| 6    | Haven Denney / Brandon Frazier              | 181,70      | 6  | 61,23 | 3  | 120,47 |
| 7    | Alisa Jefimowa / Aleksandr Korowin          | 171,46      | 8  | 59,94 | 7  | 111,52 |
| 8    | Miriam Ziegler / Severin Kiefer             | 163,45      | 9  | 59,45 | 8  | 104,00 |
| 9    | Jekatierina Aleksandrowska / Harley Windsor | 157,91      | 7  | 60,26 | 9  | 97,65  |
| 10   | Anna Vernikov / Jewgieni Krasnopolski       | 139,90      | 10 | 48,74 | 10 | 91,16  |
| 11   | Liubov Efimenko / Dmitry Epstein            | 111,29      | 11 | 46,77 | 11 | 64,52  |

### Pary taneczne
| Poz. | Zawodnicy                                    | Nota łączna | RD | RD    | FD | FD     |
| ---- | -------------------------------------------- | ----------- | -- | ----- | -- | ------ |
| 1    | Laurence Fournier Beaudry / Nikolaj Sørensen | 201,00      | 1  | 81,16 | 1  | 119,84 |
| 2    | Kaitlin Hawayek / Jean-Luc Baker             | 192,47      | 4  | 75,77 | 2  | 116,70 |
| 3    | Christina Carreira / Anthony Ponomarenko     | 190,35      | 2  | 76,99 | 4  | 113,36 |
| 4    | Lilah Fear / Lewis Gibson                    | 188,25      | 6  | 74,82 | 3  | 113,43 |
| 5    | Olivia Smart / Adrián Díaz                   | 187,55      | 3  | 75,80 | 5  | 111,75 |
| 6    | Wang Shiyue / Liu Xinyu                      | 184,72      | 5  | 75,36 | 6  | 109,36 |
| 7    | Allison Reed / Saulius Ambrulevičius         | 180,13      | 7  | 73,41 | 7  | 106,72 |
| 8    | Jennifer Urban / Benjamin Steffan            | 165,61      | 9  | 63,54 | 8  | 102,07 |
| 9    | Yura Min / Daniel Eaton                      | 163,42      | 10 | 63,23 | 9  | 100,19 |
| 10   | Shari Koch / Christian Nüchtern              | 162,31      | 8  | 65,30 | 10 | 97,01  |
| 11   | Haley Sales / Nikolas Wamsteeker             | 157,59      | 11 | 61,36 | 11 | 96,23  |
| 12   | Darja Popowa / Wołodomyr Bielikow            | 134,72      | 12 | 51,57 | 12 | 83,15  |
| 13   | Leia Dozzi / Michael Albert Valdez           | 124,99      | 14 | 48,23 | 13 | 76,76  |
| 14   | Amanda Peterson / Maximilian Pfisterer       | 122,45      | 13 | 48,64 | 14 | 73,81  |
| 15   | India Nette / Eron Westwood                  | 95,41       | 15 | 33,29 | 15 | 62,12  |